# Fulgentius Ferrandus
Fulgentius Ferrandus fou un canonista i teòleg cristià que visqué durant la primera meitat del segle vi a la província romana africana, l'actual Tuníssia.

## Biografia
Era diaca de Cartago i, segurament, acompanyà Fulgenci de Ruspe a l'exili a Sardenya, el seu mestre i protector, quan els bisbes de l'Església Africana foren expulsats de llurs seus pel rei arrià dels vàndals Trasamund. Després de la mort de Trasamund i l'adveniment d'Hilderic el 523 dC, es permeté que tornessin els exiliats i Fulgenci, tot i que diaca, es guanyà aviat una posició important a l'Església i fou consultat amb freqüència en problemes teològics complexos de l'època, essent conegut com un dels més temibles campions de l'ortodòxia en la cristiandat occidental.
Sense desig de controvèrsia, es veié obligat a prendre partit en la Qüestió dels Tres Capítols a causa de l'emperador Justinià; s'oposà a l'emperador, però es declarà contra la condemna de la Carta d'Ibas i assistí amb l'aprovació de Rústic, arquebisbe de Cartago, al concili africà que ell presidí, en què s'acordà tallar tota relació amb el papa Vigili. Ferrandus morí poc després, abans que es convoqués el 553 el Concili de Constantinoble II.

## Escrits
Les seves obres es poden trobar a la Patrologia Latina de Migne, t. LXVII, i són en la seva majoria de caràcter doctrinal.
Se li atribueix una biografia del seu mestre, la Vida de Sant Fulgenci. Antonio Isola va posar en dubte la seva autoria sobre aquest llibre.
També va escriure set cartes. Defensà les doctrines trinitàries contra els arrians i feu tractats sobre les dues natures de Crist, el Baptisme i l'Eucaristia.
Elaborà un Breviatio Canonum Ecclesiasticorum en què resumí en dos-cents trenta-dos cànons l'ensenyament dels primers concilis ecumènics sobre la forma de vida dels bisbes, sacerdots, diaques i altres eclesiàstics, i la conducta que cal observar-se envers jueus, pagans i heretges.
També escrigué, per demanda del comes Reginus, un tractat sobre la vida cristiana dels soldats en què posà set regles que explica i inculca, donant proves de la seva pietat i saviesa pràctiques.